# Pierre Subleyras
Pierre Subleyras (Saint-Gilles, 25 novembre 1699 – Roma, 28 maggio 1749) è stato un pittore francese.

## Biografia
Figlio di un artista abbastanza mediocre, Subleyras si trasferì a Parigi nel 1726. L'anno seguente si diresse verso l'Italia, dove arrivò nel 1728, grazie alla borsa di studio del prix de Rome.
Ammesso all'Accademia di Francia, ottenne subito importanti commissioni per dipinti che inviò in Francia o in altre parti d'Italia, come la grandiosa Cena in casa del Fariseo per i canonici Lateranensi di Asti (1737; oggi al Louvre).
Due anni dopo fu incaricato di dipingere alcune tele per la distrutta chiesa dei Ss. Cosma e Damiano a Milano, nell'ambito di un ciclo che comprendeva pale dei più importanti artisti attivi a Roma in quegli anni, come Pompeo Batoni e Giuseppe Bottani (tutte le tele sono oggi alla Pinacoteca di Brera).
Nel 1740 il cardinale Silvio Valenti Gonzaga raccomandò Subleyras al papa Benedetto XIV che gli commissionò un suo ritratto e la maestosa pala con la Messa di san Basilio, per la Basilica di San Pietro in Vaticano (oggi conservata a Santa Maria degli Angeli).
Di seguito dipinse due pale (il Miracolo di san Benedetto, ora a Santa Francesca Romana a Roma, e Sant'Ambrogio e Teodosio I alla Galleria Nazionale dell'Umbria) per gli Olivetani di Perugia, la cui chiesa era appena stata rinnovata da Luigi Vanvitelli. Fu accolto tra i membri dell'Accademia di San Luca e dell'Arcadia.
Nel 1739 Subleyras sposò la miniatrice Maria Felice Tibaldi che riprodusse virtuosisticamente molte delle sue opere in formati molto più piccoli. Loro figli furono il poeta e traduttore Luigi Subleyras (1743-1814) e l'architetto Giuseppe Subleyras (1745-1819).
Una delle sue opere più celebri è ll Nudo femminile di schiena (1740 ca.) della Galleria Nazionale d'Arte Antica di Roma, in cui è ritratta una donna distesa di schiena su bianche lenzuola: la trama pittorica, gli effetti di luce e la novità del soggetto fanno di questo dipinto un vero precursore dei grandi nudi ottocenteschi.
Pittore di grandissimo talento, Subleyras fu celebratissimo ai suoi tempi come pittore di storie e come ritrattista; dopo un momento di generale eclissi di tutta l'arte del XVIII secolo, la sua importanza nell'ambito del nascente neoclassicismo è stata recuperata criticamente solo nell'ultimo quarto del Novecento.

## Galleria d'immagini

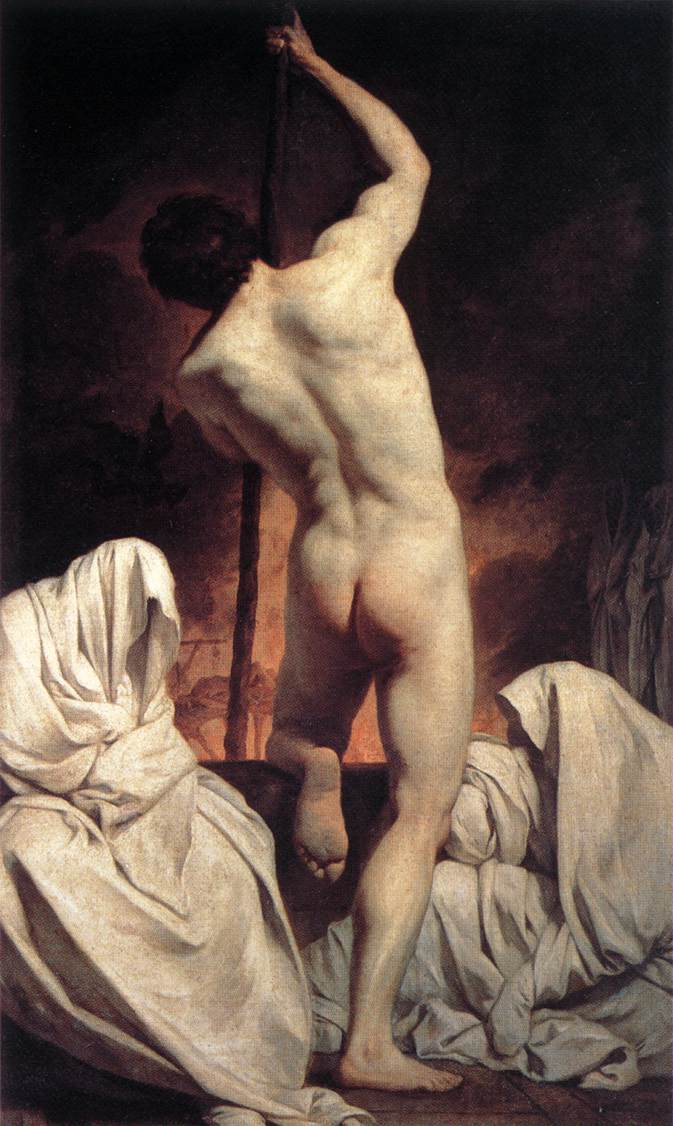
Charon passant les ombres, c. 1735
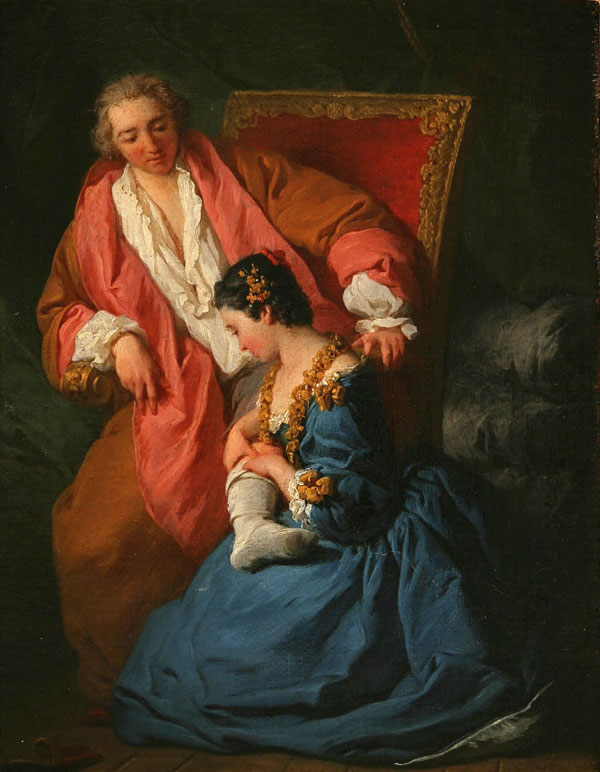
La courtisane amoureuse
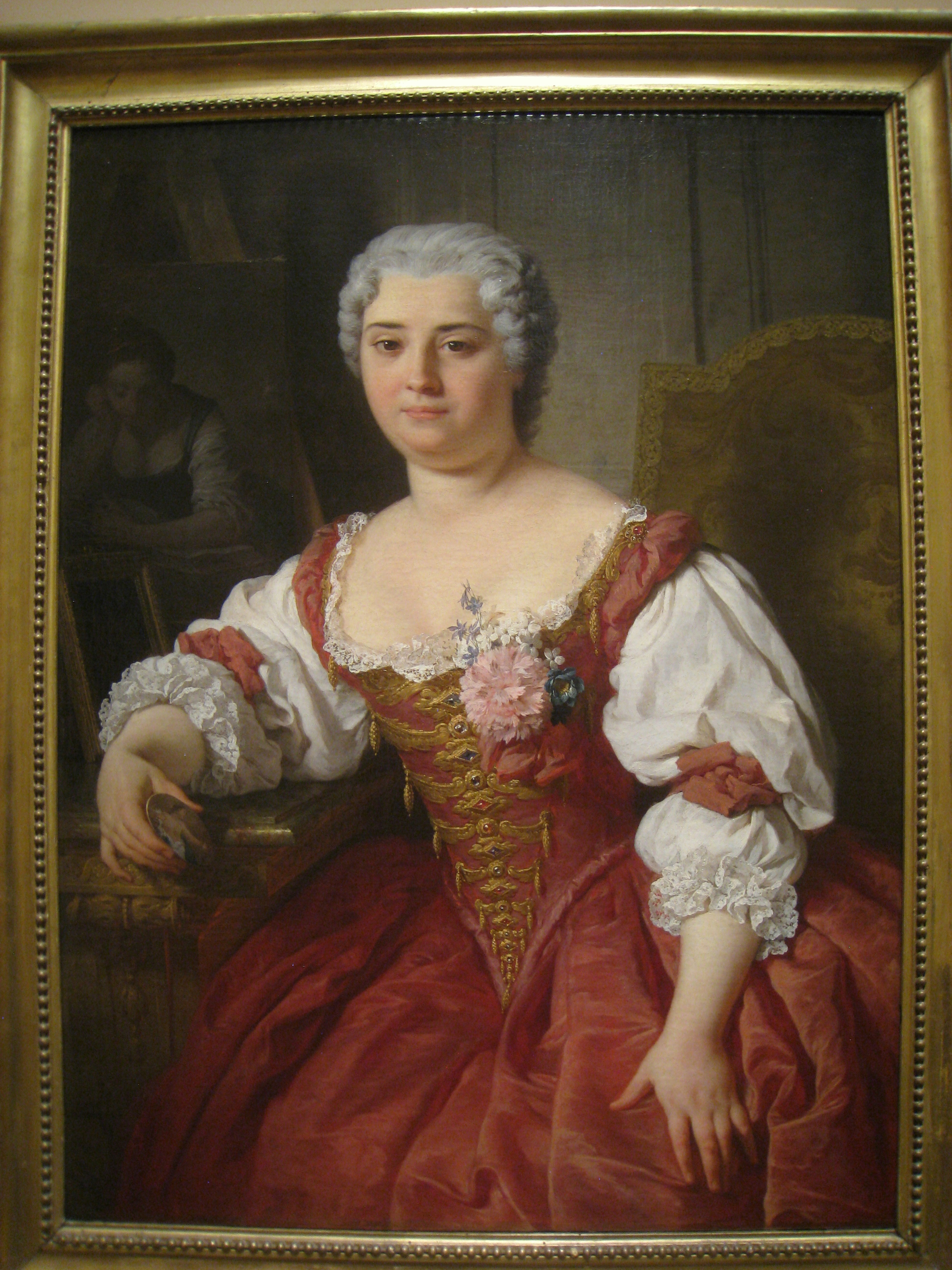
Ritratto di Maria Felice Tibaldi
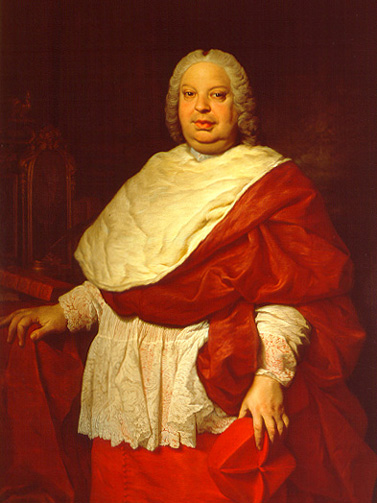
Il cardinale Silvio Valenti Gonzaga, c. 1745
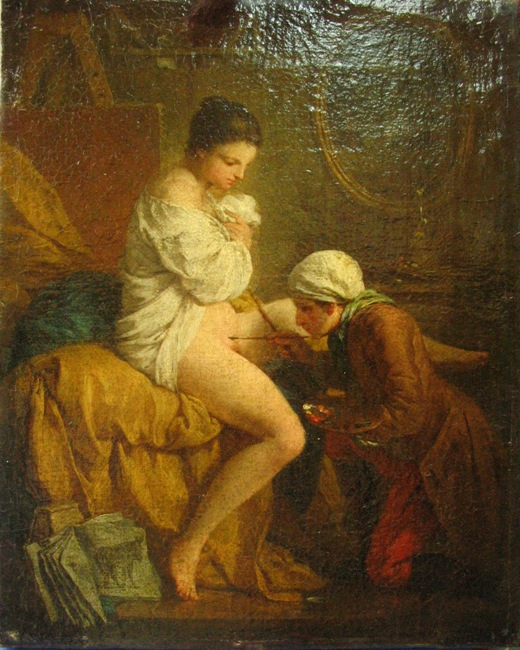
Le Bât